# Sony Alpha 7R II
Die Sony A7R II (intern ILCE-7RM2, Interchangeable Lens Camera with E-mount 7, auch α7R II) ist eine spiegellose Systemkamera von Sony. Sie ist Teil der α-Baureihe mit Vollformatsensor. Die Kamera kam im August 2015 in Europa auf den Markt. Ende 2017 erschien das Nachfolgemodell, die α7R III.

## Technische Daten
Zum Sommer 2015 erschien das Nachfolgemodell der α7R, die α7R II. Größere Veränderungen waren die Übernahme der bereits in der α7 II eingesetzten Fünf-Achsen-Bildstabilisierung, die im Gehäuse verbaut ist und mit bildstabilisierenden Objektiven kombiniert werden kann, ein neuer Sensor mit höherer Auflösung von 42 Megapixeln und ein Hybrid-Autofokus mit 399 auf dem Sensor integrierten Phasendetektoren. Erstmals in einer Vollformat-Kamera kommt ein rückwärtig belichteter CMOS-Sensor zum Einsatz, der das Bildrauschen reduziert und eine vergrößerte Dynamik aufweist. Weitere Neuerungen sind ein überarbeiteter Verschluss, der auch geräuschlos funktioniert (elektronischer Verschluss) und ein Belichtungsindex von bis zu ISO 102.400 (erweitert). Die theoretisch bereits bei der α7R vorhandene Möglichkeit, Objektive mit dem EF-Bajonett von Canon zu adaptieren, wurde durch die Einführung eines deutlich schneller reagierenden Autofokus verbessert.
Im Videobereich ergänzte Sony die Kamera um die Möglichkeit, Videos in 4K-Auflösung mit 3840 × 2160 Pixeln bei 30, 25 oder 24 Bildern pro Sekunde aufzuzeichnen und Aufnahmen im Videocodec XAVC-S.

## Rezeption
In ersten Praxistests noch vor der weltweiten Einführung wurde die Kamera weitgehend positiv gewürdigt. Der Hersteller bewarb die Kamera für ambitionierte Amateure und professionelle Fotografen. Der Fotograf Brian Smith summierte seinen Eindruck, dass die A7RII anders als alle anderen Modelle der A7-Serie keine bestimmten Stärken oder Fähigkeiten aufweise, sondern alles gut tue, DPReview attestierte Sony ein „Niveau von Innovation und Aufwand, das man hier sehe, das erheblich“ sei. Trusted Reviews schrieb von einer „Traumkamera für viele“, Kai Man Wong von Digitalrev nannte die A7RII einen „Canon 5Ds R Killer“, der im Rahmen des Modellwechsels „Änderungen in kolossalem Ausmaß“ erfahren habe.